# Distrito de San Luis (Cañete)

Provincia de Cañete en el Departamento de Lima, Perú

El distrito de San Luis es uno de los dieciséis distritos que conforman la provincia peruana de Cañete, ubicada en el Departamento de Lima, bajo la administración del Gobierno Regional de Lima-Provincias, en el Perú. San Luis de Cañete fue reconocido por el Ministerio de Cultura del Perú como "Repositorio Vivo de la Memoria Colectiva Afroperuana" (R.M. N° 511-2018-MC), por constituir uno de los núcleos de la memoria histórica y artística de la presencia afroperuana en el Perú.
Dentro de la división eclesiástica de la Iglesia Católica del Perú, pertenece a la Prelatura de Yauyos

## Historia
El distrito de San Luis fue creado el 12 de enero de 1871 mediante ley promulgada durante el gobierno del presidente José Balta y Montero, como parte del proceso de consolidación territorial y administrativa en el Perú republicano. Su creación respondió a la necesidad de dotar de autonomía administrativa a las poblaciones asentadas en la margen derecha del río Cañete, caracterizadas por una fuerte presencia de población afrodescendiente y campesina.
San Luis ha tenido un rol destacado en la historia de la cultura afroperuana. Desde la época colonial, la zona albergó importantes haciendas azucareras y vitivinícolas que emplearon mano de obra esclava de origen africano. Tras la abolición de la esclavitud en 1854, muchos de estos descendientes formaron comunidades libres en San Luis, lo que sentó las bases para una rica tradición cultural que pervive hasta la actualidad.
Durante el siglo XX, el distrito se consolidó como uno de los principales centros del folclore afroperuano. En San Luis nacieron o vivieron artistas y referentes culturales como Ronaldo Campos de la Colina (fundador del grupo Perú Negro), Caitro Soto, Manuel Donayre, Lucila Campos, Arturo “Zambo” Cavero, y Pepe Vásquez, entre otros. Esta intensa actividad cultural motivó que el Ministerio de Cultura del Perú reconociera oficialmente a San Luis en 2018 como Repositorio Vivo de la Memoria Colectiva de la Población Afroperuana.
Además de su legado musical y artístico, San Luis también es un territorio con importancia histórica y arqueológica. En sus alrededores se encuentran sitios como Cerro de Oro, un antiguo asentamiento prehispánico asociado a las culturas Wari e Inca, y la Casa Hacienda San Juan de Arona, declarada monumento histórico nacional por haber sido residencia del prócer Hipólito Unanue. Asimismo, el distrito alberga edificaciones virreinales y construcciones ligadas a la inmigración china del siglo XIX.
A lo largo de su historia, San Luis ha sabido preservar su identidad afroperuana mediante sus tradiciones, gastronomía y celebraciones religiosas, como la fiesta de Santa Efigenia, considerada la santa patrona del folclore afroperuano. Actualmente, el distrito es reconocido a nivel nacional como la Cuna del Arte Negro Peruano, y sigue siendo un referente de memoria cultural viva en el sur del Perú.

## Geografía
Abarca una superficie de 38,53 km².
Su capital San Luis es un pueblo que está ubicado 138 kilómetros al sur de la ciudad de Lima.
Los principales anexos de San Luis de Cañete son: (Centro Poblado) CP.La Quebrada, Laura Caller, Santa Bárbara, Santa Cruz y Hacienda Arona.

## Cultura
El pueblo de San Luis de Cañete tiene como uno de sus emblemas el folclore afroperuano expresado, principalmente, en los bailes y danzas. Eso se debe a que la población afroperuana es mayoría en la capital del distrito, también existe una pequeña colonia de inmigrantes de origen chino y japonés.
San Luis es la localidad en la que nacieron y se forjaron varios descendientes africanos que han aportado a la cultura peruana, entre ellos están los músicos Ronaldo Campos, Caitro Soto, Coco Linares, el cantante Manuel Donayre, el futbolista Héctor Chumpitaz y Josefa Marmanillo creadora de los "Turrones de Doña Pepa". Además aquí se encuentran las raíces de Teresa Izquierdo, Lucila Campos, Susana Baca, Arturo "Zambo" Cavero y Pepe Vásquez entre otros. En la época colonial esta danza fue tildada de indecente, por lo que fue replegada a zonas rurales del sur de Lima, tierras cultoras del arte negro.

## Autoridades

### Municipales
- 2023-2026
- Alcalde: ZOSIMÓ INFAZÓN DE LA CRUZ

- Regidores:

1. Denisse Geraldine Rojas Meneses
2. Frida Milagros Yucra Espilco
3. Mario Olindo Soto Huaraca
4. Miguel Ramos Aquije
5. Rosalyng Brenda Aquino Gutiérrez

- 2019 - 2022[2]
  - Alcalde: Delia Victoria Solórzano Carrión, de Patria Joven.
  - Regidores:

  1. Gabriela Ivonne Ochoa Moreno (Patria Joven)
  2. Milton Berly Hernán García Borjas (Patria Joven)
  3. Víctor Golfan Torres Sánchez (Patria Joven)
  4. Juan Luis Céspedes Calagua (Patria Joven)
  5. Lucio Huamán Oré (Fuerza Regional)

Alcaldes anteriores
- 2015 - 2018:[3] Cristian Alfredo Pérez Franco, Colectivo ciudadano Confianza Perú (CP)
- 2011 - 2014:[4] Delia Victoria Solórzano Carrión, Movimiento Patria Joven (PJ).
- 2007 - 2010:[5] Paulino Arturo Antezana Urbina, Colectivo ciudadano Confianza Perú.
- 2003 - 2006: Ascario Antero Hinostroza Aquino, Partido Democrático Somos Perú.
- 1999 - 2002: Antonio Quispe Rivadeneyra, Movimiento independiente Vamos Vecino.
- 1996 - 1998: Ascario Antero Hinostroza Aquino, Lista independiente N° 11 Somos Cañete 95.
- 1993 - 1995: Ascario Antero Hinostroza Aquino, Movimiento independiente Cañete Cambio 93.
- 1990 - 1992: Moisés Valentín García Chumpitaz, PREDEMO.
- 1987 - 1989: Ernesto Martínez Yaya, Partido Aprista Peruano.
- 1984 - 1986: Lorenzo Chumpitaz Calagua, Partido Aprista Peruano.
- 1981 - 1983: Valentina Vicente Cuadros de García, Partido Acción Popular.

### Policiales
- Comisaría de San Luis
  - Comisario: Mayor PNP Max Antonio LUYO LAYA.[6]

## Educación

### Instituciones educativas
- IE Primaria 20181 Julio Kuroiwa
- IE Primaria 20182 Abraham Valdelomar
- IE Primaria 21511 Laura Caller
- IE 21512 Carlos Pedro Silva Luyo - La Quebrada
- IE Primaria 21514 - Santa Bárbara
- IE Primaria 21528 -  Santa Cruz
- IE Primaria y secundaria - Los educadores
- IE Inicial 449 Virgen del Carmen
- IE Jardín 599 - Santa Bárbara
- IE Jardín 604
- IE Jardín 614 - Santa Cruz
- CEBA - PRONEPA Mixto - Vía Jesús Salvador
- IE Mixto San Luis
- IE Inicial No Escolarizado AAHH Santa Rosa
- IE Privado Gregoria Porras de García
- CETPRO Imelda Phumpiu Dejo - Urb. Santa Bárbara
- IE Inicial No Escolarizado La Casita de Clarita - Comunidad  Campesina San Antonio
- IE Inicial No Escolarizado La Quebrada
- IE Privado María Goretti
- IE Inicial No Escolarizado Mi Pequeña Familia - UPIS Nuevo San Luis
- Colegio Mi Pequeño Gigante
- IE San Luis Gonzaga de COPRODELI
- IE Señor de Cachuy

## Festividades
- 12 de enero: Aniversario de San Luis de Cañete. Pasacalles, Reinado, Festival de Arte Negro, Serenata, Misa Te deum, entre otras actividades.
- Febrero: Carnaval Negro. Corso, pasacalle y verbena de música afroperuana.
- Marzo - abril: Semana Santa. Procesiones y ceremonias religiosas a lo largo de toda la semana.
- 19 de agosto: Fiesta patronal de San Luis Obispo de Tolosa.
- 21 de septiembre: Fiesta patronal de Santa Efigenia, patrona del folklore afroperuano. Es la santa más antigua de tez negra conocida en la historia cristiana. El clero colonial encontró en santa Efigenia un atractivo religioso que atrajo la atención de los esclavos africanos.